# Ski de fond aux Jeux olympiques de 1998
Navigation
Lillehammer 1994 Salt Lake City 2002
Les épreuves de ski de fond aux Jeux olympiques d'hiver de 1998 se déroulent à Hakuba, près de Nagano au Japon, du 8 au 22 février 1998.

## Podiums
| Épreuves                             | Or                                                                | Argent                                                               | Bronze                                                                    |
| ------------------------------------ | ----------------------------------------------------------------- | -------------------------------------------------------------------- | ------------------------------------------------------------------------- |
| Hommes                               |                                                                   |                                                                      |                                                                           |
| 10 km classique résultats détaillés  | Bjørn Dæhlie (NOR)                                                | Markus Gandler (AUT)                                                 | Mika Myllylä (FIN)                                                        |
| Poursuite 15 km résultats détaillés  | Thomas Alsgaard (NOR)                                             | Bjørn Dæhlie (NOR)                                                   | Vladimir Smirnov (KAZ)                                                    |
| 30 km classique résultats détaillés  | Mika Myllylä (FIN)                                                | Erling Jevne (NOR)                                                   | Silvio Fauner (ITA)                                                       |
| 50 km libre résultats détaillés      | Bjørn Dæhlie (NOR)                                                | Niklas Jonsson (SWE)                                                 | Christian Hoffmann (AUT)                                                  |
| Relais 4 × 10 km résultats détaillés | Norvège Thomas Alsgaard Bjørn Dæhlie Erling Jevne Sture Sivertsen | Italie Marco Albarello Silvio Fauner Fabio Maj Fulvio Valbusa        | Finlande Jari Isometsä Harri Kirvesniemi Mika Myllylä Sami Repo           |
| Femmes                               |                                                                   |                                                                      |                                                                           |
| 5 km classique résultats détaillés   | Larisa Lazutina (RUS)                                             | Kateřina Neumannová (CZE)                                            | Bente Skari (NOR)                                                         |
| Poursuite 10 km résultats détaillés  | Larisa Lazutina (RUS)                                             | Olga Danilova (RUS)                                                  | Kateřina Neumannová (CZE)                                                 |
| 30 km libre résultats détaillés      | Julija Tchepalova (RUS)                                           | Stefania Belmondo (ITA)                                              | Larisa Lazutina (RUS)                                                     |
| 15 km classique résultats détaillés  | Olga Danilova (RUS)                                               | Larisa Lazutina (RUS)                                                | Anita Moen-Guidon (NOR)                                                   |
| Relais 4 × 5 km résultats détaillés  | Russie Olga Danilova Nina Gavriliouk Larisa Lazutina Elena Välbe  | Norvège Marit Mikkelsplass Anita Moen-Guidon Elin Nilsen Bente Skari | Italie Stefania Belmondo Manuela Di Centa Karin Moroder Gabriella Paruzzi |

### Tableau des médailles
| Rang  | Nation             | Or | Argent | Bronze | Total |
| ----- | ------------------ | -- | ------ | ------ | ----- |
| 1er   | Russie             | 5  | 2      | 1      | 8     |
| 2e    | Norvège            | 4  | 3      | 2      | 9     |
| 3e    | Finlande           | 1  | 0      | 2      | 3     |
| 4e    | Italie             | 0  | 2      | 2      | 4     |
| 5e    | Autriche           | 0  | 1      | 1      | 2     |
| 5e    | République tchèque | 0  | 1      | 1      | 2     |
| 7e    | Suède              | 0  | 1      | 0      | 1     |
| 8e    | Kazakhstan         | 0  | 0      | 1      | 1     |
| Total | Total              | 10 | 10     | 10     | 30    |

## Résultats

### Hommes

#### 10 kilomètres classique
| Rang | Pays | Athlète          | Temps         |
| ---- | ---- | ---------------- | ------------- |
| 1    | NOR  | Bjørn Dæhlie     | 27 min 24 s 5 |
| 2    | AUT  | Markus Gandler   | 27 min 32 s 5 |
| 3    | FIN  | Mika Myllylä     | 27 min 40 s 1 |
| 4    | KAZ  | Vladimir Smirnov | 27 min 45 s 1 |
| 5    | NOR  | Thomas Alsgaard  | 27 min 48 s 1 |
| 6    | EST  | Jaak Mae         | 27 min 56 s 0 |
| 7    | NOR  | Erling Jevne     | 27 min 58 s 7 |
| 8    | EST  | Andrus Veerpalu  | 28 min 00 s 7 |

Date : 12 février 1998

#### 30 kilomètres classique
| Rang | Pays | Athlète           | Temps             |
| ---- | ---- | ----------------- | ----------------- |
| 1    | FIN  | Mika Myllylä      | 1 h 33 min 55 s 8 |
| 2    | NOR  | Erling Jevne      | 1 h 35 min 27 s 1 |
| 3    | ITA  | Silvio Fauner     | 1 h 36 min 08 s 5 |
| 4    | FIN  | Jari Isometsä     | 1 h 36 min 51 s 4 |
| 5    | ITA  | Fulvio Valbusa    | 1 h 37 min 31 s 1 |
| 6    | FIN  | Harri Kirvesniemi | 1 h 37 min 45 s 9 |
| 7    | ITA  | Marco Albarello   | 1 h 38 min 07 s 1 |
| 8    | ITA  | Giorgio Di Centa  | 1 h 38 min 14 s 9 |

Date : 9 février 1998

#### 50 kilomètres libre
| Rang | Pays | Athlète            | Temps             |
| ---- | ---- | ------------------ | ----------------- |
| 1    | NOR  | Bjørn Dæhlie       | 2 h 05 min 08 s 2 |
| 2    | SWE  | Niklas Jonsson     | 2 h 05 min 16 s 3 |
| 3    | AUT  | Christian Hoffmann | 2 h 06 min 01 s 8 |
| 4    | RUS  | Aleksey Prokurorov | 2 h 06 min 41 s 5 |
| 5    | ITA  | Fulvio Valbusa     | 2 h 06 min 44 s 3 |
| 6    | NOR  | Thomas Alsgaard    | 2 h 07 min 21 s 5 |
| 7    | GER  | Johann Mühlegg     | 2 h 07 min 25 s 3 |
| 8    | KAZ  | Vladimir Smirnov   | 2 h 07 min 26 s 4 |

Date : 22 février 1998
Gerhard Urain (AUT) gab auf.

#### Poursuite
Les skieurs partent dans un 15 kilomètres selon l'ordre d'arrivée du 10 kilomètres.
| Rang | Pays | Athlète          | Temps             |
| ---- | ---- | ---------------- | ----------------- |
| 1    | NOR  | Thomas Alsgaard  | 1 h 07 min 01 s 7 |
| 2    | NOR  | Bjørn Dæhlie     | 1 h 07 min 02 s 8 |
| 3    | KAZ  | Vladimir Smirnov | 1 h 07 min 31 s 5 |
| 4    | ITA  | Silvio Fauner    | 1 h 07 min 48 s 9 |
| 5    | ITA  | Fulvio Valbusa   | 1 h 07 min 49 s 1 |
| 6    | FIN  | Mika Myllylä     | 1 h 07 min 50 s 6 |
| 7    | AUT  | Markus Gandler   | 1 h 08 min 14 s 2 |
| 8    | FIN  | Jari Isometsä    | 1 h 08 min 19 s 4 |

Date : 14 février 1998

#### Relais 4 × 10 kilomètres
| Rang | Pays | Athlète                                                             | Temps             |
| ---- | ---- | ------------------------------------------------------------------- | ----------------- |
| 1    | NOR  | Sture Sivertsen Erling Jevne Bjørn Dæhlie Thomas Alsgaard           | 1 h 40 min 55 s 7 |
| 2    | ITA  | Marco Albarello Fulvio Valbusa Fabio Maj Silvio Fauner              | 1 h 40 min 55 s 9 |
| 3    | FIN  | Harri Kirvesniemi Mika Myllylä Sami Repo Jari Isometsä              | 1 h 42 min 15 s 5 |
| 4    | SWE  | Mathias Fredriksson Niklas Jonsson Per Elofsson Henrik Forsberg     | 1 h 42 min 25 s 2 |
| 5    | RUS  | Vladimir Legotin Alexei Prokourorov Sergei Krjanin Sergei Tchepikov | 1 h 42 min 39 s 5 |
| 6    | SUI  | Jeremias Wigger Beat Koch Reto Burgermeister Wilhelm Aschwanden     | 1 h 42 min 49 s 2 |
| 7    | JPN  | Katsuhito Ebisawa Hiroyuki Imai Mitsuo Horigome Kazutoshi Nagatama  | 1 h 43 min 06 s 7 |
| 8    | GER  | Andreas Schlütter Jochen Behle René Sommerfeldt Johann Mühlegg      | 1 h 43 min 16 s 1 |

Date : 17 février 1998

### Femmes

#### 5 kilomètres classique
| Rang | Pays | Athlète             | Temps         |
| ---- | ---- | ------------------- | ------------- |
| 1    | RUS  | Larisa Lazutina     | 17 min 37 s 9 |
| 2    | CZE  | Kateřina Neumannová | 17 min 42 s 7 |
| 3    | NOR  | Bente Skari         | 17 min 49 s 4 |
| 4    | RUS  | Nina Gavriliouk     | 17 min 50 s 3 |
| 5    | RUS  | Olga Danilova       | 17 min 51 s 3 |
| 6    | NOR  | Marit Mikkelsplass  | 17 min 53 s 5 |
| 7    | NOR  | Anita Moen          | 18 min 04 s 4 |
| 8    | NOR  | Trude Dybendahl     | 18 min 08 s 0 |

Date : 10 février 1998

#### 15 kilomètres classique
| Rang | Pays | Athlète            | Temps         |
| ---- | ---- | ------------------ | ------------- |
| 1    | RUS  | Olga Danilova      | 46 min 55 s 4 |
| 2    | RUS  | Larisa Lazutina    | 47 min 01 s 0 |
| 3    | NOR  | Anita Moen         | 47 min 52 s 6 |
| 4    | UKR  | Irina Terelia      | 48 min 10 s 2 |
| 5    | NOR  | Marit Mikkelsplass | 48 min 12 s 5 |
| 6    | NOR  | Trude Dybendahl    | 48 min 19 s 0 |
|      | NOR  | Bente Skari        | 48 min 19 s 0 |
| 8    | ITA  | Stefania Belmondo  | 48 min 57 s 7 |

Date : 8 février 1998

#### 30 kilomètres libre
| Rang | Pays | Athlète            | Temps             |
| ---- | ---- | ------------------ | ----------------- |
| 1    | RUS  | Julija Tschepalowa | 1 h 22 min 01 s 5 |
| 2    | ITA  | Stefania Belmondo  | 1 h 22 min 11 s 7 |
| 3    | RUS  | Larisa Lazutina    | 1 h 23 min 15 s 7 |
| 4    | NOR  | Elin Nilsen        | 1 h 24 min 24 s 5 |
| 5    | RUS  | Elena Välbe        | 1 h 24 min 52 s 8 |
| 6    | AUT  | Maria Theurl       | 1 h 24 min 54 s 3 |
| 7    | SUI  | Brigitte Albrecht  | 1 h 25 min 15 s 0 |
| 8    | UKR  | Irina Terelia      | 1 h 25 min 22 s 3 |

Date : 20 février 1998

#### Poursuite
Les skieuses partent dans un 10 kilomètres selon l'ordre d'arrivée du 5 kilomètres.
| Rang | Pays | Athlète             | Temps         |
| ---- | ---- | ------------------- | ------------- |
| 1    | RUS  | Larisa Lazutina     | 46 min 06 s 9 |
| 2    | RUS  | Olga Danilova       | 46 min 13 s 4 |
| 3    | CZE  | Kateřina Neumannová | 46 min 14 s 2 |
| 4    | UKR  | Irina Terelia       | 46 min 17 s 1 |
| 5    | ITA  | Stefania Belmondo   | 46 min 19 s 6 |
| 6    | RUS  | Julija Tschepalowa  | 46 min 28 s 4 |
| 7    | RUS  | Nina Gavriliouk     | 46 min 49 s 3 |
| 8    | NOR  | Anita Moen          | 47 min 04 s 6 |

Date : 12 février 1998

#### Relais 4 × 5 kilomètres
| Rang | Pays | Athlète                                                             | Temps         |
| ---- | ---- | ------------------------------------------------------------------- | ------------- |
| 1    | RUS  | Nina Gavriliouk Olga Danilova Elena Välbe Larisa Lazutina           | 55 min 13 s 5 |
| 2    | NOR  | Bente Skari Marit Mikkelsplass Elin Nilsen Anita Moen               | 55 min 38 s 0 |
| 3    | ITA  | Karin Moroder Gabriella Paruzzi Manuela Di Centa Stefania Belmondo  | 56 min 53 s 5 |
| 4    | SUI  | Sylvia Honegger Andrea Huber Brigitte Albrecht Natascia Leonardi    | 56 min 55 s 2 |
| 5    | GER  | Kati Wilhelm Manuela Henkel Constanze Blum Anke Schulze             | 56 min 56 s 5 |
| 6    | CZE  | Jana Saldová Kateřina Neumannová Kateřina Hanušová Zuzana Kočumová  | 56 min 58 s 7 |
| 7    | FIN  | Tuulikki Pyykkonen Milla Jauho Satu Salonen Anita Nyman             | 57 min 34 s 3 |
| 8    | SWE  | Antonina Ordina Anette Fanqvist Magdalena Forsberg Karin Säterkvist | 57 min 53 s 7 |

Date : 15 février 1998